# José Fernández (entrenador)
José Francisco Fernández Vélez, más conocido como José Fernández (La Romana, República Dominicana, 17 de noviembre de 1975) es un entrenador, nutricionista y Columnista dominicano.
A la edad de un año fue llevado a Ponce, Puerto Rico, es el mayor de tres hermanos y estuvo casado por 18 con Karen Vélez, con quien tuvo dos hijos (José y Gabriela). En 1992 estudió Ingeniería industrial en la Interamericana de Ponce, Puerto Rico. 
En 1996 se trasladó a Miami y dos años más tarde se certificó como nutricionista de deporte International Fitness Association y luego entrenador personal National Strength and Conditioning Association y con el International Sports Sciences Association.
Desde el 2003 hasta en 2005 hizo una columna para la revista Men's Health llamada "Preguntale al Entrenador".
En 2006 comenzó su participación como entrenador y nutricionista en el programa matutino de la cadena Univisión Despierta América. 
Fernández hizo el primer show de realidad virtual para perder peso en la radio llamado Rebajando por Un sueño en el 2008. En este concurso cinco mujeres en dos meses tuvieron la oportunidad de cambiar su estilo de vida completamente y en ese mismo año comenzó a colaborar con el show radial Tardes calientes de Univision Radio.
En 2009, 2010 y 2011 fue el entrenador y nutricionista de Nuestra Belleza Latina. 
Sin embargo, se autotitula como profesional en nutrición y deporte con apenas unos cursos en línea, situación que ha puesto a las universidades importantes y gremios de profesionales en nutrición pendientes de cada movimiento, pues este título de dos meses no se puede considerar legítimo.
En  2010 hizo una serie para el programa de Univisión, Primer Impacto llamada  Perdiendo para ganar, una serie que enfrentó a dos chicas que sufren de obesidad, a la dura prueba de cambiar de hábitos, aprender a comer, a ejercitarse y a cuidar de ellas mismas para lograr rebajar peso de forma saludable y en el mismo año tuvo un segmento llamado Arriba la Vida que estuvo al aire por dos meses. 
En  2011 lanzó su propia línea de ropa para hacer ejercicio y una línea de camisetas.[cita requerida]
Actualmente es parte del grupo de colaboradores de El desayuno musical junto a Javier Romero y Paula Arcila en Univisión Radio y desde 2011 es columnista de la revista People En Español "Ponte en forma" y tiene su propio show de radio todos los días que se transmite a diario por Univisión América desde 2010 llamado Sanísimo.

## Artistas
Entre los artistas que Fernández ha entrenado están:
- Adamari López[8]
- Paula Arcila
- Luis Fonsi
- Dra Nancy Álvarez
- Marjorie de Sousa
- Giselle Blondet
- Julián Gil
- Dwayne Johnson